# Диктатура Пятса

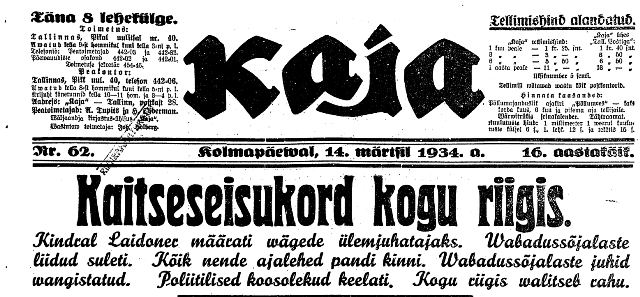
Заголовок в газете «Кая», объявляющий о введении чрезвычайного положения в Эстонии. 14 марта 1934 г.

Диктатура Пятса (режим Пятса, «эпоха молчания», «эпоха безмолвия»; эст. vaikiv ajastu) — период в истории Эстонской Республики (12 марта 1934 года — 12 октября 1939 года), наступивший в результате государственного переворота 1934 года и характеризовавшийся подавлением демократических свобод, усилением эстонского национализма, организации общества на основе идей корпоративизма подобно фашистским режимам и существенным ростом экономики страны. Данный период истории Эстонии по-прежнему неоднозначно трактуется как в самой Эстонии, так и за её пределами.

## Установление диктатуры
Вторая конституция вступила в силу в январе 1934 года, Константин Пятс занял пост премьер-министра в обязанности государственного старейшины (президента). Опасаясь неизбежной победы партии «вапсов» на предстоящих выборах и, пользуясь предоставленными новой конституцией почти диктаторскими полномочиями, 12 марта 1934 года он, совместно с Йоханом Лайдонером, который снова возглавил эстонскую армию, совершил государственный переворот. В результате военного переворота было установлено авторитарное правление и объявлено о состоянии чрезвычайного положения. Пятс был объявлен Президентом-Регентом Эстонии (эст. Riigihoidja), Эстонский союз участников Освободительной войны был запрещён, около 400 членов этой организации было арестовано, выборы отменены, полномочия Рийгикогу 5-го созыва, одобрившего действия Пятса и Лайдонера, были продлены. 2 октября 1934 года распоряжением Пятса сессия Рийгикогу была закрыта. Официально парламент не был распущен, но его созывов больше не было. Законодательная власть полностью перешла к Пятсу.
Атмосфера эпохи в странах Восточной Европы способствовала установлению диктатуры. Диктатуры уже оформились в Польше (1926), Литве (1926), Германии (1933), СССР. В том же 1934 году диктатура Улманиса была установлена в Латвии.

## Политика

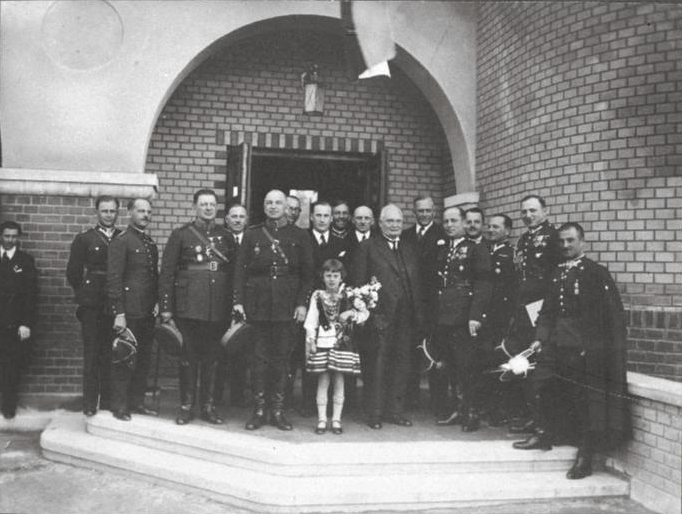
Константин Пятс с эстонскими и польскими офицерами перед домом отдыха офицеров в Трускавце, Польша. 1935 год

Начавшийся период, называемый «эпохой безмолвия», характеризовался сворачиванием парламентской демократии и авторитарным правлением. Страной фактически правил триумвират, состоявший из президента (Константин Пятс), главнокомандующего армией (Йохан Лайдонер) и министра внутренних дел (Каарел Ээнпалу).
В марте 1935 года, в Эстонии была введена однопартийная система. Все политические партии были запрещены, вместо них была создана единственная правящая — «Исамаалийт» («Союз отечества», «Патриотическая лига»). C 1934 по 1938 год парламент не собирался. При подготовке референдума секретный циркуляр правительства органам исполнительной власти на местах предписывал: «к голосованию не надо допускать таких лиц, о которых известно, что они могут голосовать против национального собрания … их надо немедленно препровождать в руки полиции». В 50 округах из 80 выборы вообще не проводились. Для того чтобы придать своему авторитарному правлению более демократический облик, через четыре года после открытой диктатуры Пятс организовал избрание самого себя президентом. Главная идея Пятса заключалась в том, что нация должна быть организована и представлена в парламенте не конкурирующими партиями, а «профессиональными палатами» по принципу корпораций. Пятс высказывал эти взгляды ещё в 1918 году, а до 1935 года были созданы две такие палаты – Торгово-промышленная палата и Сельскохозяйственная палата. На схожих идеях основывались режимы в Италии, Австрии, Румынии и Португалии.

## Экономика
Во второй половине 1930-х годов начался рост промышленного производства (до 14 % в год). К 1938 году доля промышленности в национальном доходе достигла 32 %. Доля промышленной продукции в эстонском экспорте выросла с 36 % в конце 1920-х до 44 % к концу 1930-х. Были созданы новые предприятия, усовершенствованы производственные технологии. Добыча горючего сланца к 1939 г. достигла 2 млн тонн, было произведено 181 тыс. тонн сланцевого масла и 22,5 тыс. тонн сланцевого бензина. Большое значение для экономики страны имели текстильная, химическая и пищевая промышленность, металлообработка, деревообработка, производство бумаги, добыча торфа и фосфоритов. Было развито сельское хозяйство. В некоторых отраслях промышленности доминировал иностранный капитал.
Главными торговыми партнёрами были Великобритания и Германия. Доля СССР во внешнеторговом обороте к концу 1930-х заметно сократилась. Эстония экспортировала мясные продукты, масло, рыбу, яйца, текстильные товары, бумагу, целлюлозу, фанеру, сланцевое масло и бензин, цемент и стекло; импортировались промышленная продукция и сырье.
Особенностью экономики Эстонии 1930-х годов стало развитие кооперативного движения. В 1939 году «Кооперативный союз Эстонии» объединял свыше 3 тыс. кооперативов, насчитывавших 284 тыс. членов. 200 кооперативных банков обслуживали 77 тыс. клиентов, располагали 52 % всех депозитов в стране и выдали 51 % всех ссуд. 314 молочных кооперативов с 32 тыс. членов произвели 98 % масла и 17 % сыра Эстонии.

## Национализм
Пятс лично инициировал крупномасштабную кампанию по эстонизации имён и фамилий. В результате кампании по эстонизации к 1940 году свою фамилию эстонизировало почти 250 000 граждан страны. При этом, в процесс принудительной эстонизации антропонимов во второй половине 1930-х годов самостоятельно и наиболее активно вовлекались сами этнические эстонцы, имеющие немецкие фамилии, которые им в XIX веке давали остзейские немцы, а также сету, которые до этого носили русские имена и фамилии.
Многочисленные русскоязычные, немецкоязычные и шведоязычные граждане могли также изменить фамилии, но в добровольном порядке. Хотя дискриминация по языковому признаку была узаконена в государственном секторе, на смену имён пошли очень немногие представители национальных меньшинств страны. Пятс, мать которого была русской, решил всё же отстраниться от крайне правых, которые выступали за тесное сотрудничество с нацистской Германией, и в целом склонялся к поддержке СССР.